# Linus Gerdemann
Linus Gerdemann (nascut el 16 de setembre del 1982 a Münster, Alemanya) és un ciclista professional alemany. Professional del 2005 al 2016.
Va passar a professional l'any 2005 amb l'equip danès Team CSC, gràcies al fet que el seu compatriota Jens Voigt li va recomanar el seu fitxatge al mànager Bjarne Riis. Poc després va aconseguir la seva primera i única victòria amb el Team CSC, en guanyar la setena etapa de la Volta a Suïssa 2005. També va dur el mallot de líder als Quatre Dies de Dunkerque.
No és d'estranyar que aquests èxits i el seu talent, que feia que a Alemanya l'anomenessin el nou Jan Ullrich, l'equip T-Mobile es fixés en ell, i l'equip magenta va signar un acord amb l'alemany per l'any 2007. Bjarne Riis va preferir alliberar-lo de l'any de contracte que li quedava i Gerdemann va anar al T-Mobile en acabar la temporada 2005.
El 2006 va tenir bones actuacions a curses del ProTour com la Volta a Catalunya (6è) i la Volta a Suïssa (7è), però no va aconseguir cap victòria.
Va aconseguir la seva victòria més gran a la primera etapa de muntanya del Tour de França del 2007. Després de fugir amb catorze ciclistes més, va anar-se'n en solitari i es va presentar a la meta de Le Grand-Bornand amb més de mig minut d'avantatge sobre el segon. Es va enfundar el mallot groc, el mallot blanc i va guanyar el premi de la combativitat d'aquella etapa.

## Palmarès
- 2004
  -  Campió d'Alemanya en ruta sub-23
  - Vencedor d'una etapa del Tour de Berlín
- 2005
  - Vencedor d'una etapa de la Volta a Suïssa
- 2007
  - Vencedor d'una etapa al Tour de França
- 2008
  - 1r a la Volta a Alemanya i vencedor d'una etapa
  - 1r al Tour de l'Ain i vencedor d'una etapa
  - 1r a la Coppa Agostoni
- 2009
  - 1r a la Bayern Rundfahrt
- 2010
  - 1r al Trofeu d'Inca
  - Vencedor d'una etapa de la Tirrena-Adriàtica
- 2011
  - 1r de la Volta a Luxemburg i vencedor d'una etapa
- 2014
  - Vencedor d'una etapa del Tour de l'Azerbaidjan
- 2015
  - 1r a la Volta a Luxemburg i vencedor d'una etapa

### Resultats al Tour de França
- 2007. 36è de la classificació general. Vencedor d'una etapa. Portà el mallot groc durant una etapa
- 2009. 24è de la classificació general
- 2010. 84è de la classificació general
- 2011. 60è de la classificació general

### Resultats a la Volta a Espanya
- 2005. 1è de la classificació general.
- 2009. Abandona (12a etapa)
- 2012. Abandona (18a etapa)

### Resultats al Giro d'Itàlia
- 2010. 16è de la classificació general

## Enllçaos externs
- Fitxa de Linus Gerdemann a sitiodeciclismo.net